# Art Studio
Art Studio je grafický editor pro počítače Sinclair ZX Spectrum a kompatibilní. Umožňuje kreslení obrázků o velikosti 256 x 192 pixelů. Autorem programu je James Hutchby ze společnosti OCP, program byl vydán společností Rainbird Software Ltd. v roce 1985, v roce 1986 byla vydána verze pro počítače Sinclair ZX Spectrum 128. Program je zjevně inspirován grafickým editorem MacPaint.
Program je ovládán pomocí roletového menu v horní části obrazovky. Kromě klávesnice je možné program ovládat i pomocí myši. Program umožňuje kreslení čar, kruhů, vyplňování uzavřených objektů zvoleným vzorem. Tyto vzory je také možno upravovat. Také je možné zvolit z několika druhů per pro kreslení čar. Při zvětšení obrázku je možné upravovat jednotlivé pixely obrázku. Obrázek je možné zvětšit 2x, 4x a 8x.
Kromě vlastní editace obrázků umožňuje editovat fonty prostřednictvím zabudovaného editoru fontů.
Standardně program podporuje tiskárnu ZX Printer, obrázky je možné ukládat na kazetu nebo na microdrive. Ve verzi pro počítače ZX Spectrum 128 je podporován také ramdisk. Později byl program upraven i pro diskový systém počítače Sinclair ZX Spectrum +3. Společnost Proxima - Software dodávala Art Studio upravené pro spolupráci s disketovou jednotkou Didaktik 40.
V České republice existují modifikace programu umožňující tisk na tiskárnách BT100 a Robotron K6304.
Verze programu pro počítače ZX Spectrum 128 umožňuje současně editovat až čtyři fonty.

## Konkurenční programy
Konkurentem Art Studia je program The Artist II, jehož výhodou je, že ukládání dat na disk provádí prostřednictvím Basicu, takže je snadné ho upravit pro spolupráci s konkrétním diskovým systémem.
Z možností programu Art Studio vycházel projekt nového grafického editoru pro ZX Spectrum programátorské skupiny Avalon.